# Ken Ard
James Kenneth „Ken“ Ard (* 18. Dezember 1963 in Pamplico, Florence County, South Carolina) ist ein US-amerikanischer Politiker der Republikanischen Partei. In den Jahren 2011 und 2012 war er Vizegouverneur des Bundesstaates South Carolina.

## Werdegang
Ken Ard absolvierte die Hannah-Pamplico High School und studierte danach am Wofford College in Spartanburg. Anschließend arbeitete er für das familieneigene Unternehmen, das LKW-Aufbauten herstellte und einbaute. Später kaufte er zusammen mit seinem Bruder die Firma von seinem Vater. Bis 2008 betrieben die Brüder das Unternehmen gemeinsam. Dann verkaufte Ard seinen Anteil an seinen Bruder, um sich ganz der Politik zu widmen.
2004 wurde er in den Bezirksrat des Florence County gewählt, 2009 wurde er dort republikanischer Bezirksvorsitzender. Im Jahr 2010 wurde Ard an der Seite von Nikki Haley zum Vizegouverneur von South Carolina gewählt. Dieses Amt bekleidete er zwischen dem 12. Januar 2011 und seinem Rücktritt am 9. März 2012. Dabei war er Stellvertreter der Gouverneurin und Vorsitzender des Staatssenats. Sein Rücktritt erfolgte, nachdem er wegen illegaler Verwendung von Wahlkampfgeldern angeklagt worden war. Insgesamt wurde er in 92 Punkten angeklagt, von denen sich 69 Fälle auf darauf bezogen, dass Wahlkampfgelder für seine persönlichen Bedürfnisse ausgegeben wurden. In den übrigen Fällen wurde das Geld nicht für den vorgesehenen Zweck verwendet. In sieben Fällen bekannte er sich schuldig. Er wurde zu fünf Jahren Gefängnis auf Bewährung, einer Geldstrafe und 300 Stunden sozialer Arbeit verurteilt.